# Біленький Олександр Юрійович
Олекса́ндр Ю́рійович Біленький (нар. 3 червня 1974, смт Решетилівка, Полтавська область) — український політик, громадський діяч, голова громадської організації «Патріоти Решетилівщини».
Голова Полтавської обласної ради з 4 грудня 2015 року.

## Біографія
Народився 3 червня 1974 року в смт Решетилівка Полтавської області в сім'ї робітників. Мати — Наталія Василівна Біленька, нині пенсіонерка. Батько — Юрій Петрович Біленький (помер у 2009 році).
У 1991 році закінчив Решетилівську середню школу.
У 1991—1992 роках навчався в Решетилівському ПТУ № 52.
У 1992—1994 роках — проходив службу в Збройних Силах України.
У 1996—2001 роках — навчався в Полтавському державному університеті ім. В. Г. Короленка (вчитель історії).
Здобуває вищу освіту у Київському національному університеті ім. Т. Г. Шевченка (правознавство) та закінчив Харківський регіональний інститут державного управління при Президентові України 1 [Архівовано 28 травня 2020 у Wayback Machine.]

## Трудова діяльність
Трудову діяльність розпочав у 1994 році, працював керівником гуртків у Решетилівському центрі туризму і краєзнавства учнівської молоді.
З 1998 по 2006 рік — помічник-консультант народного депутата України.
З 2006 по 2013 рік — засновник та генеральний директор ТОВ «Петрівсько-Роменський цегельний завод».
З 2013 році — засновник ТОВ «СПІКО» (Бердичівський завод безалкогольних напоїв), з 2014 — виконавчий директор.
З 2014 року повністю присвятив себе громадській діяльності. Активний учасник волонтерського руху, допомагає малозабезпеченим громадянам, інвалідам, військовослужбовцям в зоні АТО та їх сім'ям.
В 2015 році створив громадську організацію «Патріоти Решетилівщини».
З 4 грудня 2015 року — голова Полтавської обласної ради.
Опісля позиції з заборони подальшої «дикої» розробки газових родовищ на Полтавщині та конфлікту з П. В. Вороною місцевими представниками БПП, котрі значно діють у спілці з Опоблоком, було здійснено спробу його усунення з посади.

## Сім'я
Дружина — Біленька Оксана Олександрівна, народилася в 1978 році Одружилися у 1999 році.
Діти: два сина — Єгор (1999) і Олександр (2010)
Сім'я проживає у смт Решетилівка, Полтавської області.